# Liste von Bergwerken in Sachsen

Landkreise und kreisfreie Städte in Sachsen.

Die Liste von Bergwerken in Sachsen benennt Bergwerksanlagen im Bundesland Sachsen, Deutschland. Sie erhebt keinen Anspruch auf Vollständigkeit.

## Liste

### Landkreis Bautzen
| Name                            | Kreis                                                  | Ort                        | Revier                          | Beginn | Ende | Rohstoff  | Anmerkungen |
| ------------------------------- | ------------------------------------------------------ | -------------------------- | ------------------------------- | ------ | ---- | --------- | ----------- |
| Tagebaue Hartstein, Großthiemig | Landkreis Bautzen, Landkreis Elbe-Elster (Brandenburg) | Oßling-Lieske, Großthiemig | Schradenland in der Oberlausitz |        |      | Grauwacke | [ 1 ]       |

### Erzgebirgskreis
| Name                                                                          | Kreis           | Ort                | Revier                             | Beginn   | Ende                | Rohstoffe                     | Anmerkungen |
| ----------------------------------------------------------------------------- | --------------- | ------------------ | ---------------------------------- | -------- | ------------------- | ----------------------------- | --- |
| GEOMIN Erzgebirgische Kalkwerke GmbH, Betriebsabteilung Hammerunterwiesenthal | Erzgebirgskreis | Hermsdorf          | Niederschlager Bergrevier          | 1522     | gestundeter Bergbau | Marmor                        | seit mindestens 1522 Marmorgewinnung in bis zu sechs Marmorbrüchen, seit 1930 Tiefbaubetrieb                                                    |
| Objekt 04 der Wismut AG/SDAG                                                  | Erzgebirgskreis | Annaberg-Buchholz  | Annaberger Bergrevier              | 1946     | 1959                | Uran                          | |
| Grube Ehrenfriedersdorf                                                       | Erzgebirgskreis | Ehrenfriedersdorf  | Ehrenfriedersdorfer Revier         |          | 1990                | Zinn, Silber                  | Ehrenfriedersdorfer Vereinigt Feld Fundgrube; nach 1949 VEB Zinnerz Ehrenfriedersdorf, seit 1995 Zinngrube Ehrenfriedersdorf (Besucherbergwerk) |
| Objekt 01                                                                     | Erzgebirgskreis | Johanngeorgenstadt | Johanngeorgenstädter Bergrevier    | 1946     | 1959                | Uran                          | |
| Aaronstolln                                                                   | Erzgebirgskreis | Johanngeorgenstadt | Johanngeorgenstädter Bergrevier    | 1716     | 1736                | Silber                        | |
| Gabe Gottes                                                                   | Erzgebirgskreis | Johanngeorgenstadt | Johanngeorgenstädter Bergrevier    |          |                     |                               | |
| Georg-Wagsfort-Fundgrube                                                      | Erzgebirgskreis | Johanngeorgenstadt | Johanngeorgenstädter Bergrevier    |          |                     | Silber                        | |
| Hanauer Lust                                                                  | Erzgebirgskreis | Johanngeorgenstadt | Johanngeorgenstädter Bergrevier    |          |                     |                               | |
| Philippi Jakobi                                                               | Erzgebirgskreis | Johanngeorgenstadt | Johanngeorgenstädter Bergrevier    | 18. Jh.  | 19. Jh.             | Zinn                          | |
| Rote Grube                                                                    | Erzgebirgskreis | Johanngeorgenstadt | Johanngeorgenstädter Bergrevier    |          |                     | Eisen                         | |
| Schaller Fundgrube                                                            | Erzgebirgskreis | Johanngeorgenstadt | Johanngeorgenstädter Bergrevier    |          |                     |                               | |
| Engelsfreude                                                                  | Erzgebirgskreis | Johanngeorgenstadt | Johanngeorgenstädter Bergrevier    | 1708     |                     | Silber                        | |
| Objekt 05 der Wismut AG/SDAG                                                  | Erzgebirgskreis | Marienberg         | Marienberger Bergrevier            | 1947     | 1954                | Uran                          | |
| St. Anna am Freudenstein                                                      | Erzgebirgskreis | Zschorlau          | Schneeberger Revier                | vor 1492 | 1872                | Silber, Kobalt, Nickel, Quarz | Besucherbergwerk |
| Bergsegen 1, 2, 3 und 4                                                       | Erzgebirgskreis | Zschorlau          | Schneeberger Revier                |          | 1956                | Wolfram                       | |
| Wismut AG/SDAG Objekt 03                                                      | Erzgebirgskreis | Schneeberg         | Schneeberger Revier                | 1946     | 1956                | Uran                          | |
| Wismut AG/SDAG Objekt 02                                                      | Erzgebirgskreis | Oberschlema        | Schneeberger Revier                | 1946     | 1958                | Uran                          | |
| SDAG Wismut Objekt 09 bzw. Bergbaubetrieb Aue                                 | Erzgebirgskreis | Schlema/Alberoda   | Schneeberger Revier                | 1948     | 1990                | Uran                          | anhaltende Sanierung |
| Weißerdenzeche St. Andreas                                                    | Erzgebirgskreis | Aue                | Schneeberger Revier                |          |                     | Kaolin                        | |
| Neusilberhoffnung                                                             | Erzgebirgskreis | Pöhla              | Schwarzenberger Revier             | 1827     | 1924                | Magnetit                      | |
| Uran-(Sn-Fe)-Bergwerk                                                         | Erzgebirgskreis | Pöhla              | Schwarzenberger Revier             | 1967     | 1990                | Uran, Zinn, Silber            | Besucherbergwerk |
| Wismut AG/SDAG Objekt 08                                                      | Erzgebirgskreis |                    | Schwarzenberger Revier             | 1948     | 1959                | Uran                          | |
| St.Christoph                                                                  | Erzgebirgskreis | Breitenbrunn       | Schwarzenberger Revier             |          |                     | Eisen, Zinn                   | Besucherbergwerk |
| Steinkohlenwerk Karl-Liebknecht                                               | Erzgebirgskreis | Oelsnitz/Erzgeb.   | Lugau-Oelsnitzer Steinkohlenrevier | 1856     | 1975                | Steinkohle                    | |
| Steinkohlenwerk Deutschland                                                   | Erzgebirgskreis | Oelsnitz/Erzgeb.   | Lugau-Oelsnitzer Steinkohlenrevier | 1870     | 1966                | Steinkohle                    | |
| Zwickau–Lugauer Steinkohlenbauverein                                          | Erzgebirgskreis | Lugau              | Lugau-Oelsnitzer Steinkohlenrevier | 1852     | 1869                | Steinkohle                    | (Neue Fundgrube) |
| Steinkohlenbauverein Gersdorf                                                 | Erzgebirgskreis | Gersdorf           | Lugau-Oelsnitzer Steinkohlenrevier | 1871     | 1944                | Steinkohle                    | |

### Leipzig
| Name           | Kreis   | Ort            | Revier | Beginn | Ende | Rohstoff   | Anmerkungen |
| -------------- | ------- | -------------- | ------ | ------ | ---- | ---------- | ----------- |
| Schacht Dölitz | Leipzig | Leipzig Dölitz |        | 1895   | 1959 | Braunkohle |             |

### Landkreis Mittelsachsen
| Name                              | Kreis         | Ort             | Revier                                  | Beginn | Ende    | Rohstoffe          | Anmerkungen                                            |
| --------------------------------- | ------------- | --------------- | --------------------------------------- | ------ | ------- | ------------------ | ------------------------------------------------------ |
| Neue Hoffnung Gottes Fundgrube    | Mittelsachsen | Oberschöna      | Bräunsdorfer und Siegfrieder Bergrevier |        |         |                    |                                                        |
| Himmelfahrt Fundgrube             | Mittelsachsen | Freiberg        | Freiberger Bergrevier                   | 1384   |         | Silber, Zink, Blei | Lehr- und Forschungsbergwerk der Bergakademie Freiberg |
| David-Richtschacht                | Mittelsachsen | Freiberg        | Freiberger Bergrevier                   |        |         | Silber, Zink, Blei |                                                        |
| Abrahamschacht                    | Mittelsachsen | Freiberg        | Freiberger Bergrevier                   |        |         | Silber, Zink, Blei |                                                        |
| Turmhofschacht                    | Mittelsachsen | Freiberg        | Freiberger Bergrevier                   |        |         | Silber, Zink, Blei |                                                        |
| Rote Grube                        | Mittelsachsen | Freiberg        | Freiberger Bergrevier                   |        |         | Silber             |                                                        |
| Drei-Brüder-Schacht               | Mittelsachsen | Zug             | Freiberger und Brander Bergrevier       |        |         | Silber, Zink, Blei |                                                        |
| Danielschacht                     | Mittelsachsen | Zug             | Freiberger und Brander Bergrevier       |        |         | Silber             |                                                        |
| Konstantinschacht                 | Mittelsachsen | Zug             | Freiberger und Brander Bergrevier       |        |         | Silber, Zink, Blei |                                                        |
| Himmelsfürst Fundgrube            | Mittelsachsen | Brand-Erbisdorf | Brander Bergrevier                      |        |         | Silber, Zink, Blei |                                                        |
| Beihilfe-Schacht                  | Mittelsachsen | Halsbrücke      | Freiberger Bergrevier                   |        |         | Silber             |                                                        |
| Aurora Erbstolln                  | Mittelsachsen | Dorfhain        | Freiberger und Brander Bergrevier       |        | 1896/97 | Silber             | seit 1989 Besucherbergwerk                             |
| Unverhofft Segen Gottes Erbstolln | Mittelsachsen | Oberschöna      | Freiberger und Brander Bergrevier       |        |         | Silber             |                                                        |

### Landkreis Sächsische Schweiz-Osterzgebirge
| Name                                                                   | Kreis                        | Ort           | Revier                                                                             | Beginn | Ende | Rohstoffe                               | Anmerkungen |
| ---------------------------------------------------------------------- | ---------------------------- | ------------- | ---------------------------------------------------------------------------------- | ------ | ---- | --------------------------------------- | --- |
| Neubeschert-Glück-Stolln                                               | Sächs. Schweiz-Osterzgebirge | Altenberg     | Altenberger Bergrevier                                                             | 1802   |      | Zinn                                    | 180 m lang, aufgefahren bis 1849 zur weiteren Erkundung der Altenberger Zinnlagerstätte, seit 1971 Teil des Bergbaumuseums Altenberg |
| Vereinigt Zwitterfeld Fundgrube                                        | Sächs. Schweiz-Osterzgebirge | Zinnwald      | Altenberger Bergrevier                                                             | 1851   | 1945 | Zinn, Wolfram, Lithium                  | Bergbau im sächsischen Teil der Lagerstätte mind. seit dem 16. Jahrhundert in zahlreichen Gruben, 1686 Auffahrung des Tiefen Bünau-Stollns, 1851 Zusammenschluss von 7 Gruben zur Gewerkschaft Vereinigt Zwitterfeld zu Zinnwald, seit 1992 Besucherbergwerk im Tiefen Bünau-Stolln |
| Kupfergrube Sadisdorf                                                  | Sächs. Schweiz-Osterzgebirge | Sadisdorf     | Sadisdorf-Niederpöbel-Schmiedeberg                                                 | 1473   | 1953 | Kupfer, Zinn, Silber, Wolfram, Molybdän | Lithiumgewinnung perspektivisch möglich [2] |
| Mutter Gottes vereinigt Feld samt Gott mit uns und Marie-Louise-Stolln | Sächs. Schweiz-Osterzgebirge | Berggießhübel | Berggießhübeler Bergrevier (Mitte des 18. Jh. mit dem Bergamt Altenberg vereinigt) | 1726   | 1931 | Magnetit                                | Marie-Louise-Stolln ca. 500 m lang, aufgefahren ab 1726 als Friedrich-Erbstolln, 1870 Umbenennung in Marie-Louise-Stolln nach der Tochter des damaligen Grubenbesitzers Hermann Gruson, seit 2006 Besucherbergwerk.                                                                 |
| Bergbaubetrieb Königstein                                              | Sächs. Schweiz-Osterzgebirge | Königstein    |                                                                                    | 1963   | 1990 | Uran                                    | anhaltender Sanierungsbergbau |
| Hänichener Steinkohlenbauverein                                        | Sächs. Schweiz-Osterzgebirge | Hänichen      | Döhlener Becken                                                                    | 1846   | 1913 | Steinkohle                              | |
| Bergbaubetrieb „Willi Agatz“                                           | Sächs. Schweiz-Osterzgebirge | Freital       | Döhlener Becken                                                                    | 1968   | 1989 | Uran                                    | |

### Vogtlandkreis
| Name                                             | Kreis         | Ort                              | Revier                        | Beginn | Ende | Rohstoffe         | Anmerkungen                             |
| ------------------------------------------------ | ------------- | -------------------------------- | ----------------------------- | ------ | ---- | ----------------- | --------------------------------------- |
| Wolframitgrube Pechtelsgrün                      | Vogtlandkreis | Lengenfeld                       | Bergamtsrevier Zwickau        | 1934   | 1968 | Wolfram           |                                         |
| Wolfram–Zinngrube Gottesberg i. V. / Schacht 181 | Vogtlandkreis | Tannenbergsthal-Gottesberg       | Raum Tannenbergsthal / Vogtl. | 1948   | 1955 | Zinn, Uran        |                                         |
| Uranerzgrube „Grummetstock“ Schacht 295          | Vogtlandkreis | Tannenbergsthal-Gottesberg       | Raum Tannenbergsthal / Vogtl. | 1949   | 1954 | Uran              |                                         |
| Topasgewinnung Schneckenstein                    | Vogtlandkreis | Schneckenstein (Tannenbergsthal) | Raum Tannenbergsthal / Vogtl. |        |      | Topas             |                                         |
| Grube Tannenberg                                 | Vogtlandkreis | Schneckenstein (Tannenbergsthal) | Raum Tannenbergsthal / Vogtl. |        | 1964 | Zinn              | Besucherbergwerk                        |
| Uranerzgrube Schneckenstein                      | Vogtlandkreis | Schneckenstein (Tannenbergsthal) | Raum Tannenbergsthal / Vogtl. | 1948   | 1959 | Uran              | ab 1960 -> Schwerspatgrube Brunndöbra   |
| Schwerspatgrube Brunndöbra                       | Vogtlandkreis | Brunndöbra                       | Raum Tannenbergsthal / Vogtl. | 1960   | 1991 | Schwerspat        | vor 1960 -> Uranerzgrube Schneckenstein |
| Flussspatgrube Wiedersberg                       | Vogtlandkreis | Wiedersberg                      | Südwestvogtland               |        |      | Flussspat         |                                         |
| Flussspatgrube Bösenbrunn                        | Vogtlandkreis | Bösenbrunn                       | Südwestvogtland               |        |      | Flussspat         |                                         |
| Kupfergrube „Grüne Tanne“                        | Vogtlandkreis | Bösenbrunn                       | Südwestvogtland               |        |      | Kupfer, Flussspat |                                         |
| Flussspatgrube Schönbrunn                        | Vogtlandkreis | Schönbrunn                       | Südwestvogtland               |        |      | Flussspat         |                                         |
| Urangrube Zobes/Bergen                           | Vogtlandkreis | Zobes                            | Revier Zobes-Bergen           | 1949   | 1964 | Uran              |                                         |
| Wolframitgrube Tirpersdorf                       | Vogtlandkreis | Tirpersdorf                      | Revier Zobes-Bergen           |        |      | Wolfram           |                                         |

### Landkreis Zwickau
| Name                                                       | Ort                      | Revier                      | Beginn   | Ende    | Rohstoffe                                             | Anmerkungen                                                                                    |
| ---------------------------------------------------------- | ------------------------ | --------------------------- | -------- | ------- | ----------------------------------------------------- | ---------------------------------------------------------------------------------------------- |
| St. Anna Fundgrube                                         | Wolkenburg-Kaufungen     | Wolkenburger Revier         | vor 1350 | um 1800 | Kupfer, Blei, Silber, Seifengold im Herrnsdorfer Bach | Besucherbergwerk (seit 1994)                                                                   |
| Segen Gottes Stolln                                        | Waldenburg-Niederwinkel  | Wolkenburger Revier         | vor 1350 | um 1830 | Kupfer, Blei, Silber                                  | Besucherbergwerk (seit 1982)                                                                   |
| Martin-Hoop-Werk                                           | Reinsdorf / Mülsen       | Zwickauer Steinkohlenrevier | 1867     | 1980    | Steinkohle                                            | Heimat- und Bergbaumuseum im ehemaligen Schacht II in Reinsdorf                                |
| Karl-Marx-Werk                                             | Zwickau                  | Zwickauer Steinkohlenrevier | 1855     | 1973    | Steinkohle                                            |                                                                                                |
| August-Bebel-Werk                                          | Zwickau                  | Zwickauer Steinkohlenrevier | 1840     | 1961    | Steinkohle                                            | Segen–Gottes–Schacht in Marienthal; Vertrauen–, Hoffnung–, Tiefbauschacht I + II in Schedewitz |
| Steinkohlenwerk Florentin Kästner                          | Reinsdorf                | Zwickauer Steinkohlenrevier | 1868     | 1957    | Steinkohle                                            | ab 1930 Gewerkschaft Morgenstern                                                               |
| Aktienverein der Zwickauer Bürgergwerkschaft               | Zwickau                  | Zwickauer Steinkohlenrevier | 1842     | 1961    | Steinkohle                                            | Bahnhof–, Hilfe–Gottes–, Bürgerschacht I + II                                                  |
| Zwickau-Oberhohndorfer Steinkohlenbau-Verein               | Oberhohndorf / Reinsdorf | Zwickauer Steinkohlenrevier | 1844     | 1937    | Steinkohle                                            | Wilhelmschächte I bis III                                                                      |
| Steinkohlenwerk Friedrich Ebert Erben                      | Oberhohndorf             | Zwickauer Steinkohlenrevier | 1874     | 1937    | Steinkohle                                            | Ebertsche Doppelschächte, ab 1898 Zwickau-Oberhohndorfer Steinkohlenbau-Verein                 |
| Oberhohndorfer Forst-Steinkohlenbauverein                  | Oberhohndorf             | Zwickauer Steinkohlenrevier | 1859     | 1904    | Steinkohle                                            | Forstschacht                                                                                   |
| Oberhohndorfer Schader-Steinkohlenbauverein                | Oberhohndorf             | Zwickauer Steinkohlenrevier | 1855     | 1906    | Steinkohle                                            | Hermann–, Augustusschacht                                                                      |
| Steinkohlenbau-Verein zu Niederplanitz und Vorderneudörfel | Zwickau / Planitz        | Zwickauer Steinkohlenrevier | 1847     | 1919    | Steinkohle                                            | Himmelsfürstschacht, ab 1898 EStAV                                                             |
| Zwickauer Steinkohlenbau-Verein                            | Zwickau                  | Zwickauer Steinkohlenrevier | 1838     | 1920    | Steinkohle                                            | Vereinsglück–, Glückauf–, Aurora–, Fortunaschacht                                              |
| von Arnimsche Steinkohlenwerke                             | Zwickau / Planitz        | Zwickauer Steinkohlenrevier | 1812     | 1923    | Steinkohle                                            | Himmelfahrt–, Heinrich–, Alexanderschacht                                                      |
| Steinkohlenwerk Altgemeinde Bockwa                         | Zwickau / Bockwa         | Zwickauer Steinkohlenrevier | 1421     | 1951    | Steinkohle                                            | Altgemeindeschächte I bis V                                                                    |